# Obratnaja svjaz'
Obratnaja svjaz' (Обратная связь) è un film del 1977 diretto da Viktor Ivanovič Tregubovič.

## Trama
Il film racconta i problemi della costruzione: messa in servizio prematura, cattiva gestione, scarso controllo, furto e inganno.